# 南独乐河镇
南独乐河镇是中国北京市平谷区下辖的一个镇，位于平谷区东部，紧邻盘山北麓。

## 行政区划
南独乐河镇下辖13个村委会：
南独乐河村、北独乐河村、刘家河村、峨嵋山村、北寨村、公爷坟村、峰台村、张辛庄村、望马台村、甘营村、南山村、新农村和新立村。

## 特产
北寨村的北寨红杏：中国地理标志产品。